# Songs for the Deaf
Albums de Queens of the Stone Age
Rated R
(2000) Lullabies to Paralyze
(2005)
Songs for the Deaf est le troisième album du groupe de stoner/rock alternatif Queens of the Stone Age paru en 2002.
L'enregistrement du disque est singulièrement marqué par la participation de Dave Grohl (ex-batteur de Nirvana et leader des Foo Fighters) à la batterie. Comme sur leur précédent album, le chanteur Mark Lanegan et le bassiste Nick Oliveri contribuent au chant.
À sa sortie, l'album se classe 17e place du Billboard 200. Les singles No One Knows (en) et Go with the Flow seront classés respectivement aux 1re et 7e places des charts du Billboard (Modern Rock Tracks). Ces deux titres obtiendront une nomination aux 45e et 46e éditions des Grammy Awards dans la catégorie « Grammy Award de la meilleure performance hard rock ». No One Knows sera battu par All My Life, single des Foo Fighters, groupe principal de Dave Grohl.
Cet album sera celui de la consécration internationale, et le premier du groupe à être certifié disque d'or aux États-Unis. Pièce emblématique de leur discographie, il sera considéré (tant par le public que le groupe lui-même) comme leur travail le plus abouti.
L'album a fait l'objet d'une édition spéciale double LP pour les États-Unis, par Ipecac Recordings.

## Enregistrement

### Membres
La préparation de cet album dure depuis les débuts du groupe, selon Joshua Homme en 2002. Il affirme avoir réfléchi à l'idée générale de l'album (et non pas seulement le concept des stations de radio). Les trois premiers albums constitueraient une suite logique, le premier marquant la fin de Kyuss et le second ouvrant un nouveau champ de possibilités musicales, tandis que Songs for the Deaf marquerait le début d'une exploration musicale plus poussée. »

En effet, tout semble changer avec cet album. Le guitariste Brendon McNichol et le batteur Gene Trautmann y dispensent leurs dernières contributions (sur You Think I Ain't Worth a Dollar, But I Feel Like a Millionaire pour Trautmann), tandis que le couple d'artistes Alain Johannes et Natasha Shneider, compagnons de longue date de Homme (et membres à part entière du groupe Desert Sessions), se joignent le groupe. 
« Tous ceux qui nous rejoignent restent aussi longtemps qu'ils veulent », assure Oliveri à propos des membres de la formation. « C'est à eux de voir [...], tant qu'ils s'impliquent à fond, personne n'est obligé de partir. Un nouveau morceau à nous présenter ? S'il est bon, on le gardera. Tant que tout le monde prendra du plaisir à ça, on continuera notre chemin pour un bout de temps. » 
Paradoxalement, et d'une manière plus notoire, ce sera le dernier album enregistré avec le bassiste et chanteur Oliveri, plus tard brouillé avec Homme. Oliveri se consacrera alors entièrement à son projet personnel Mondo Generator; ce départ marquera surtout l'arrivée de Dave Grohl comme batteur officiel durant l'élaboration de l'opus et les premières dates de tournée qui suivirent. Grohl exprime le fait que de jouer de la batterie pour un groupe était une activité qui lui manquait : « Je les ai déjà taquinés en disant que j'étais contrarié qu'ils ne m'aient pas invité sur Rated R. J'ai toujours adoré ce groupe, et c'est cool de jouer leurs chansons. » Cette participation à l'album annonce un hiatus temporaire avec les Foo Fighters (dont la sortie du nouvel album One by One est reportée à la fin de l'année). Il quitte l'aventure en juillet 2002 (avant même la sortie officielle de l'album) après un ultime concert au Fuji Rock Festival, et sera brièvement remplacé par Kelli Scott (du groupe Blinker the star), lequel sera à son tour remplacé par Joey Castillo, ex-membre du groupe Danzig et premier batteur à long terme de la formation, les autres musiciens ayant occupés ce poste précédemment n'ayant participé qu'à l'élaboration d'un seul album tout au plus. Jeordie White (connu entre autres pour ses collaborations avec Marilyn Manson et Nine Inch Nails) tenta de rejoindre le groupe, mais Troy Van Leeuwen décrochera plutôt la place de second guitariste, et ce, durant les tournées qui suivirent. Enfin, la production revient à Eric Valentine, qui a auparavant collaboré avec Oliveri sur quelques albums du groupe Dwarves. Cependant, sa participation à cet opus ne sera pas jugé suffisante, Homme assurant « qu'il est crédité en tant que producteur, mais que sa participation se limite à une "ébauche" de production ». La majorité du travail est donc réalisé par le groupe lui-même.

### Concept musical
L'approche adoptée par les membres du groupe consiste à créer la musique qu'ils aimeraient entendre, mais que personne ne souhaite commercialiser. Comme l'explique Oliveri : « Notre but n'est pas de répondre à une demande; je n'ai jamais cherché à vendre ma marchandise. [...] Je ne saurais même pas ce que ça voudrait dire et ça ne m'intéresse pas. ». Il ajoute cependant, avec ironie, que si « nous vendons notre âme au diable et que nous nous faisons de l'argent avec des CD, on reste preneurs ! ».

Dès les premières instants d'écoute, on constate que l'album n’enchaînera pas simplement les morceaux comme le font bien d'autres; la particularité réside dans les interludes radios qui colorent l'opus et invitent l'auditeur dans un voyage à travers le désert californien, débutant sous les lumières de Los Angeles jusqu'aux étendues désertes de Joshua Tree, berceau du groupe et ville natale de Homme, qui a plusieurs fois entamé ce périple en voiture. 
« Je n'avais pas de lecteur CD, » se rappelle-t-il, « juste une radio qui oscillait entre des émissions religieuses bizarres et de la très, très mauvaise musique alors que je roulais au beau milieu de nulle part. J'avais donc appris à savourer les moments de silence, jusqu'à ce que, tout à coup, la station sélectionnée crache un bruit et que la radio change pour une nouvelle station. J'ai simplement voulu adapter cette expérience en un album ».
Les interludes sont entrecoupées par les interventions de faux animateurs radios, une idée qui lui est aussi venue assez soudainement. « J'avais une soirée "DJ" après l'enregistrement des morceaux, du genre "Allez les gars, buffet gratuit !" à ce stand installé à la nuit tombante. Les gens improvisaient et on les enregistrait, on n'avait qu'à les laisser se prendre au jeu ». Il semblerait que, selon lui, l'idée générale des interludes radios « était le seul moyen de relier ces morceaux, qui semble tous provenir d'une même émission si on les écoute distraitement ». Oliveri n'est pas d'accord avec cette interprétation, qui résume plutôt la chose à sa façon : « Aucune radio ne veut nous diffuser, j'imagine qu'on est en droit de les tourner en ridicule. », prétendant que les DJs de l'album se contentent « d'annoncer les titres et de fustiger les stations qui diffusent toujours les mêmes chansons en boucle ».

## Liste des titres
| 0.    | The Real Song for the Deaf (morceau caché dans le prégap)       | Homme          |              | 1:33 |
| 1.    | You Think I Ain't Worth a Dollar, But I Feel Like a Millionaire | Homme/Lalli    | Nick Oliveri | 3:12 |
| 2.    | No One Knows (en)                                               | Homme/Lanegan  | Josh Homme   | 4:38 |
| 3.    | First It Giveth                                                 | Homme/Oliveri  | Homme        | 3:18 |
| 4.    | A Song for the Dead                                             | Homme/Lanegan  | Mark Lanegan | 5:52 |
| 5.    | The Sky Is Fallin'                                              | Homme/Oliveri  | Homme        | 6:15 |
| 6.    | Six Shooter                                                     | Homme/Oliveri  | Oliveri      | 1:19 |
| 7.    | Hangin' Tree                                                    | Johannes/Homme | Lanegan      | 3:06 |
| 8.    | Go with the Flow                                                | Homme/Oliveri  | Homme        | 3:07 |
| 9.    | Gonna Leave You                                                 | Homme/Oliveri  | Oliveri      | 2:50 |
| 10.   | Do It Again                                                     | Homme/Oliveri  | Homme        | 4:04 |
| 11.   | God Is in the Radio                                             | Homme/Oliveri  | Lanegan      | 6:04 |
| 12.   | Another Love Song                                               | Homme/Oliveri  | Oliveri      | 3:16 |
| 13.   | A Song for the Deaf                                             | Homme/Lanegan  | Homme        | 6:42 |
| 14.   | Mosquito Song (créditée en tant que "hidden track")             | Homme/Oliveri  | Homme        | 5:38 |
| 15.   | Ev'rybody's Gonna Be Happy (reprise des Kinks)                  | Ray Davies     | Homme        | 2:35 |
| 60:52 |                                                                 |                |              |      |

## Composition du groupe lors de l'enregistrement

### Membres principaux
- Josh Homme – Chant, guitare
- Nick Oliveri – Chant, basse
- Mark Lanegan – Chant
- Dave Grohl – Batterie

### Musiciens supplémentaires
- Alain Johannes – EBow et orgue sur Another Love Song, piano sur Mosquito Song, guitare flamenca sur Mosquito Song et First It Giveth, thérémine sur Six Shooter, guitare lap-steel
- Natasha Shneider – EBow et orgue sur Another Love Song, piano sur Mosquito Song', thérémine sur Six Shooter
- Dean Ween – Guitare sur Six Shooter, Gonna Leave You et Mosquito Song
- Brendon McNichol – Guitare lap-steel sur Go with the Flow (non confirmé)
- Molly McGuire – Accordéon sur Mosquito Song
- Anna Lenchantin – Cordes sur Mosquito Song
- Paz Lenchantin – Cordes sur Mosquito Song
- Brad Kintscher – Cor sur Mosquito Song
- Kevin Porter – Cor sur Mosquito Song
- John Gove – Cor sur Mosquito Song
- Chris Goss – guitare, claviers et chœurs sur The Sky Is Falling et Do It Again

### Radio DJ
Note : Il y a régulièrement entre les chansons des interludes où l'on entend des morceaux de bavardage à la radio.
- Blag Dahlia ;
- C Minus ;
- Dave Catching ;
- Casey Chaos ;
- Chris Goss ;
- Twiggy Ramirez (bassiste chez Marilyn Manson de 1993 à 2002 et depuis 2008).

### Producteurs
- Josh Homme ;
- Eric Valentine ;
- Adam Kasper (Pour The Sky is Fallin et Do It Again).

## Charts & certifications

### Album
| Pays             | Durée du classement | Meilleur classement | Date              |
| ---------------- | ------------------- | ------------------- | ----------------- |
| Allemagne        | 12 semaines         | 9e                  | 9 septembre 2002  |
| Australie        | 32 semaines         | 7e                  | 8 septembre 2002  |
| Autriche         | 10 semaines         | 19e                 | 8 septembre 2002  |
| Belgique (W)     | 6 semaines          | 32e                 | 14 septembre 2002 |
| Belgique (V)     | 21 semaines         | 9e                  | 19 octobre 2002   |
| Danemark         | 1 semaine           | 33e                 | 6 septembre 2002  |
| États-Unis       | 51 semaines         | 17e                 | 8 septembre 2002  |
| Finlande         | 17 semaines         | 11e                 | 26 août 2002      |
| France           | 13 semaines         | 32e                 | 31 août 2002      |
| Italie           | 12 semaines         | 23e                 | 5 septembre 2002  |
| Norvège          | 26 semaines         | 2e                  | 2 septembre 2002  |
| Nouvelle-Zélande | 24 semaines         | 13e                 | 27 octobre 2002   |
| Pays-Bas         | 42 semaines         | 17e                 | 9 novembre 2002   |
| Royaume-Uni      | 39 semaines         | 4e                  | 7 septembre 2002  |
| Suède            | 13 semaines         | 18e                 | 5 septembre 2002  |
| Suisse           | 13 semaines         | 20e                 | 8 septembre 2002  |

Certifications
| Pays             | Certification | Ventes    | Date            |
| ---------------- | ------------- | --------- | --------------- |
| États-Unis       | Or            | 500 000 + | 27 janvier 2003 |
| Australie        | Platine       | 70 000 +  | 14 février 2003 |
| Belgique         | Platine       | 40 000 +  | 16 février 2008 |
| Canada           | Platine       | 100 000 + | 14 février 2003 |
| Italie           | Or            | 25 000 +  | 2021            |
| Nouvelle-Zélande | Or            | 7 500 +   | 20 juillet 2003 |
| Royaume-Uni      | 2 × Platine   | 600 000 + | 15 mars 2019    |

### singles
| Année | Single             | Chart                  | Position |
| ----- | ------------------ | ---------------------- | -------- |
| 2002  | "No One Knows"     | Hot 100                | 51e      |
| 2002  | "No One Knows"     | Mainstream Rock Tracks | 5e       |
| 2002  | "No One Knows"     | Alternative Songs      | 1er      |
| 2002  | "No One Knows"     | FIMI                   | 27e      |
| 2002  | "No One Knows"     | Mega Top 50            | 39e      |
| 2002  | "No One Knows"     | UK Singles Chart       | 15e      |
| 2003  | "Go with the Flow" | Bubbling Under Hot 100 | 16e      |
| 2003  | "Go with the Flow" | Mainstream Rock Tracks | 24e      |
| 2003  | "Go with the Flow" | Alternative Songs      | 7e       |
| 2003  | "Go with the Flow" | ARIA Charts            | 39e      |
| 2003  | "Go with the Flow" | Mega Top 50            | 50e      |
| 2003  | "Go with the Flow" | UK Singles Chart       | 21e      |
| 2003  | "First It Giveth"  | UK Singles Chart       | 33e      |